# SAP Open 2003
Il SAP Open 2003 è stato un torneo di tennis giocato sul cemento indoor. È stata la 115ª edizione del SAP Open, che fa parte della categoria International Series nell'ambito dell'ATP Tour 2003. Si è giocato nell'HP Pavilion di San Jose negli Stati Uniti, dal 10 al 16 febbraio 2003.

## Campioni

### Singolare
Andre Agassi ha battuto in finale  Davide Sanguinetti con il punteggio di 6–3, 6–1

### Doppio
Hyung-Taik Lee /  Vladimir Volčkov hanno battuto in finale  Paul Goldstein /  Robert Kendrick con il punteggio di 7–5, 4–6, 6–3